# Plecoptera misera
Plecoptera misera är en fjärilsart som beskrevs av Butler 1883. Plecoptera misera ingår i släktet Plecoptera och familjen nattflyn. Inga underarter finns listade i Catalogue of Life.